# Cochó do Malheiro
Cochó do Malheiro foi um povoado do século XIX localizado na Chapada Diamantina, no estado brasileiro da Bahia. Ainda em 1904 aparece como povoado da Bahia com agência postal, no Almanak Laemmert. Faz parte do município de Seabra, no estado da Bahia.

## História
Apesar de não se ter muita documentação sobre o início do povoado, ligado àquela época ao município de Lençóis, presume-se que a sua ocupação e desenvolvimento se deu pela criação de gado e pelo garimpo de minérios da região (diamante, ouro e depois carbonato). À época, o povoado possuía o maior mercado de gado e era uma região de grande poder aquisitivo, com lojas, feiras e casarios em estilo neo-góticos. Apesar de não ser rico em minérios como as cidades da vizinhança, sua boa localização garantiu ao povoado que usufruísse da riqueza gerada ao seu redor.
Era trânsito para as tropas de boiadeiros, tanto que Francisco de Paula Ribeiro, conhecido como o Coronelzinho de Cochó, implementou uma pousada para atender estes viajantes. Assume-se também que a família de Paula Ribeiro, portugueses, foram os pioneiros a chegarem em Cochó de Malheiros no início do século XIX.
Um dos personagens marcantes da região foi o coronel Heliodoro de Paula Ribeiro, grande criador de gados além de possuir lojas de tecidos espalhadas pelo sertão baiano. Ele também ficou conhecido pelas disputas sangrentas envolvendo outro coronel, Felisberto de Andrade Sá, que era líder político de Lençóis e rival político. Felisberto era conhecido como o "mineiro rico" que mais viajava para a Europa do que para Salvador.
Destas disputas entre estes dois coronéis, várias foram as tentativas de destruir o povoado que se manteve por um tempo graças as ações dos jagunços de Heliodoro. Sete assassinatos ocorreram no início dos conflitos entre estes dois coronéis e outros tantos seguiram nos meses seguintes. Em meados de 1895, o povoado foi totalmente destruído, permanecendo somente os remanescentes do patrimônio arquitetônico daquela época e pequenos mercadinhos e casas.
A decadência do garimpo na região também contribuiu para a perda do poder econômico, não somente para Cochó do Malheiro como para as outras cidades vizinhas.